# Hold-Up du siècle à Milan
Pour plus de détails, voir Fiche technique et Distribution.
Hold-Up du siècle à Milan (Studio legale per una rapina) est un poliziottesco italien réalisé par Tanio Boccia, sorti en 1973.

## Synopsis
À Milan, Maurice Poitier, un avocat radié, est jeté en prison. Pendant son séjour en prison, il apprend d'un prisonnier mourant le projet de vol d'un millionnaire : une fois libéré, il commence à rassembler un groupe de bandits pour tenter le casse. Mais tout ne se passera pas comme prévu. 

## Fiche technique
- Titre original italien : Studio legale per una rapina[1]
- Titre français : Hold-Up du siècle à Milan[2]
- Réalisateur : Tanio Boccia
- Scénario : Tanio Boccia, Alfredo Sander
- Photographie : Remo Grisanti
- Montage : Fedora Zincone
- Musique : Mario Bertolazzi (it)
- Effets spéciaux : Enzo Di Liberto
- Décors : Saverio D'Eugenio (it)
- Costumes : Sibilla Geiger
- Maquillage : Lucia La Porta
- Société de production : R.G. International Films
- Société de distribution : Indipendenti regionali
- Pays de production :  Italie
- Langue originale : italien
- Format : Couleurs
- Durée : 93 minutes
- Genre : Poliziottesco
- Dates de sortie :
  - Italie : 27 juin 1973
  - France : 1975

## Distribution
- Emilio Vale : Maurice Potier, l'avocat
- Gisella Sardi : Anna
- Kai Fischer : Lisa
- George Wang : Lino
- Brigitte Skay : Susy
- Paul Müller : Albert
- Ivano Staccioli : Felix
- Gianni Solaro : Victor
- Omero Gargano : Sandy
- Nestore Cavaricci : Joe Franchi
- Aldo Farina : Van Derbert
- Liliana Santegidi : la femme de Van Derbert
- Artemio Antonini : un garde du corps
- Homer Capanna : le « Grec »
- Franca Sciutto : une dame
- Rossana Canghiari : la cliente de Van Derbert